# Celmisia spectabilis
Celmisia spectabilis ist eine Pflanzenart in der Gattung Celmisia in der Familie der Korbblütler (Asteraceae). Die Art ist ausschließlich in Neuseeland heimisch.

## Beschreibung

### Vegetative Merkmale

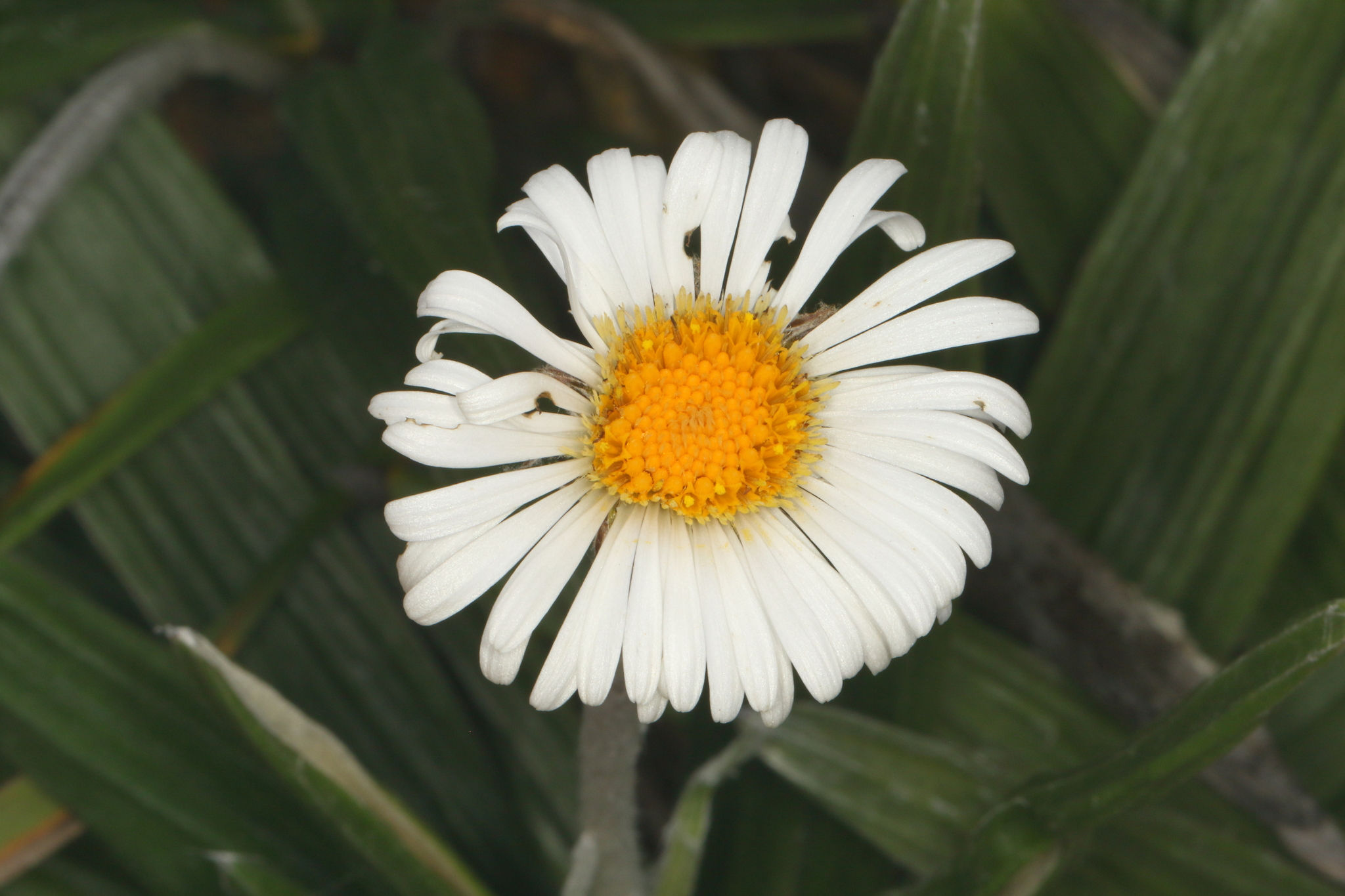
Blüte einer Celmisia spectabilis

Celmisia spectabilis kann Gruppen mit einem Durchmesser von bis zu 2 m formen. Die ledrigen Blätter der Pflanze sind spitz zulaufend und schmal eilanzettlich bis eiförmig oder lanzettlich, an den Rändern leicht eingerollt und werden bis zu 30 cm lang. Die Oberseite ist glänzend, dunkelgrün bis silbrig und markant gerillt, wohingegen die Unterseite eine weiche, weiße bis bräunliche, dichte Behaarung aufweist. Celmisia spectabilis bildet aus überlappenden Blattbasen einen Scheinstamm.

### Generative Merkmale
Der Blütenstandsstiel ist 10 bis 30 cm lang und ebenso dicht und weiß behaart. Am oberen Ende befindet sich eine einzelne Scheinblüte mit einem Durchmesser von ca. 3,5 cm. Die Zungenblüten sind weiß mit langen Zungen und die Röhrenblüten gelb. Es ist eine becherförmige und mehrreihige Hülle mit pfriemlichen, ungleichen Hüllblättern vorhanden.
Es werden Achänen mit Pappus gebildet.
Die Chromosomenzahl beträgt 2n = 108.

## Ökologie
Die Fruchtstände von Celmisia spectabilis werden von versch. Larven von Bohrfliegen (Trupanea spp.) und Spannerraupen befallen, wodurch ein großer Teil der Samen zerstört wird.

## Systematik
Es werden folgende Unterarten unterschieden:
- Celmisia spectabilis subsp. spectabilis
- Celmisia spectabilis subsp. lanceolata (Hook.f.) Given
- Celmisia spectabilis subsp. magnifica (Allan) Given